# Callundine lacordairei
Callundine lacordairei är en skalbaggsart som beskrevs av Thomson 1879. Callundine lacordairei ingår i släktet Callundine och familjen långhorningar.
Artens utbredningsområde är Burma. Inga underarter finns listade.